# Odontites longiflora
Odontites longiflora es una especie de planta fanerógama perteneciente a al familia Orobanchaceae. Es endémica de la Península ibérica y norte de África.

## Descripción
Tiene tallos de hasta 25 cm de altura, puberulentos, con indumento patente doble, de pelos eglandulares blancos y algunos pelos glandulares, con ramas opuestas y erecto-patentes. Hojas lineares, obtusas, pubirulentas, con pelos glandulares y eglandulares, las del tallo principal de hasta 15 mm; las demás de 3-5 mm. Inflorescencias laxas. Brácteas de 3,5-4 mm, más cortas que el cáliz, aplicadas. Pedicelos de c. 0,5 mm. Cáliz de 4-4,5 mm, con indumento doble, dividido hasta c. 1/2 en lóbulos lincares. Corola de 14-18 mm, puberulento-glandulosa, amarilla, con tubo algo más de 2 veces más largo que el cáliz. Anteras; pelosas. Cápsula de 5-5,5 mm, oblongoidea, algo más larga que el cáliz, pelosa. Semillas de c. 1,3 mm, elipsoideas, longitudinalmente crestadas. Florece y fructifica en agosto.

## Hábitat
Especie característica de suelos yesícolas y secos de unos 40 cm de altura. Flor con la corola amarilla y una longitud entre 20 y 30 mm. Tallo erecto con pocas ramas. Hojas estrechas y de 2 cm de longitud.

## Curiosidades
Toda la planta está recubierta de pelos glandulares terminados en unas gotas transparentes de apenas 0.5 o 1 mm de diámetro muy pegajosas.

## Taxonomía
Odontites longiflora fue descrita por (Vahl) Webb y publicado en Iter. Hisp. 24 (1838) 